# Vasikkasaari (ö i Finland, Lappland, Östra Lappland, lat 66,05, long 28,10)
Vasikkasaari är en ö i Finland. Den ligger i sjön Yli-Kitka och i kommunen Posio i den ekonomiska regionen  Östra Lapplands ekonomiska region  och landskapet Lappland, i den norra delen av landet, 700 km norr om huvudstaden Helsingfors. Öns area är 11,9 hektar och dess största längd är 1 kilometer i öst-västlig riktning.